# Zygomaturus
Zygomaturus is een geslacht van uitgestorven buideldieren dat behoort tot de familie Diprotodontidae. De soorten leefden in het Mioceen, Plioceen en Pleistoceen op het Australische continent.
Zygomaturus was van het Laat-Mioceen tot het Laat-Pleistoceen, ongeveer 45.000 jaar geleden, wijdverspreid over de kustregio's van het Australische continent. De bekendste soort is Z. trilobus, onder meer bekend van vondsten uit de Naracoorte Caves.
Zygomaturus had een zwaar lichaam met robuuste poten. De grootste soorten waren 2,5 meter lang, 1,5 meter hoog en 500 kilogram zwaar. Deze diprotodont was mogelijk semi-aquatisch en zo de Australische equivalent van nijlpaarden. Riet en andere waterplanten werden met de sterke klauwen uitgegraven en met behulp van de slagtandachtige snijtanden gegeten. 